# Gerd Michael Henneberg
Gerd Michael Henneberg (14 de julho de 1922 - 1 de janeiro de 2011) foi um ator e cineasta alemão. Ele foi membro do Teatro Maxim Gorki, em Berlim, por mais de duas décadas.